# Всероссийская скаутская ассоциация
Всеросси́йская ска́утская ассоциа́ция (аббрев. ВСА, ранее — Росси́йская ассоциа́ция навига́торов-ска́утов акрон. РАН/С) — российская молодёжная организация. Представляет РФ во Всемирной организации скаутского движения. Выступает в качестве объединения разрозненных скаутских движений в РФ.

## История
Российская ассоциация навигаторов-скаутов была образована 30 января 2004 года. На IV съезде РАН/С была преобразована во Всероссийскую скаутскую ассоциацию и включила в себя Всероссийскую национальную скаутскую организацию, Братство православных следопытов и Национальную организацию скаутского движения России. После этого ВСА была включена во Всемирную организацию скаутского движения, где стала представлять РФ.

## Структура
- Председатель Национального совета (НС) — Андрей Емелин;
- Председатель Центрального исполнительного комитета (ЦИК) — Андрей Емелин.

## Идеалы

### Обещание скаута
Честным словом обещаю сделать всё от меня зависящее, чтобы выполнить свой долг перед Богом и Родиной, помогать другим и жить по законам скаутов.

### Законы скаута
1. Чести скаута следует доверять.
2. Скаут — верен.
3. Долг скаута — быть полезным и помогать другим.
4. Скаут — друг для всех и брат каждому скауту.
5. Скаут — вежлив.
6. Скаут — друг природы.
7. Скаут исполняет требования родителей и скаутского лидера.
8. Скаут улыбается и не унывает при любых трудностях.
9. Скаут — бережлив.
10. Скаут — чист в мыслях, словах и делах.
11. Скаут — скромен.
12. Скаут — трудолюбив и настойчив.